# Wilhelm Maybach
Wilhelm Maybach (Heilbronn, Baden-Württemberg, 9 de febrer de 1846 - Stuttgart, 29 de desembre de 1929) fou un enginyer alemany, col·laborador de G. Daimler. Perfeccionà els motors de combustible líquid i projectà l'automòbil Mercedes, proveït d'un canvi de velocitats selectiu i radiador de panal.

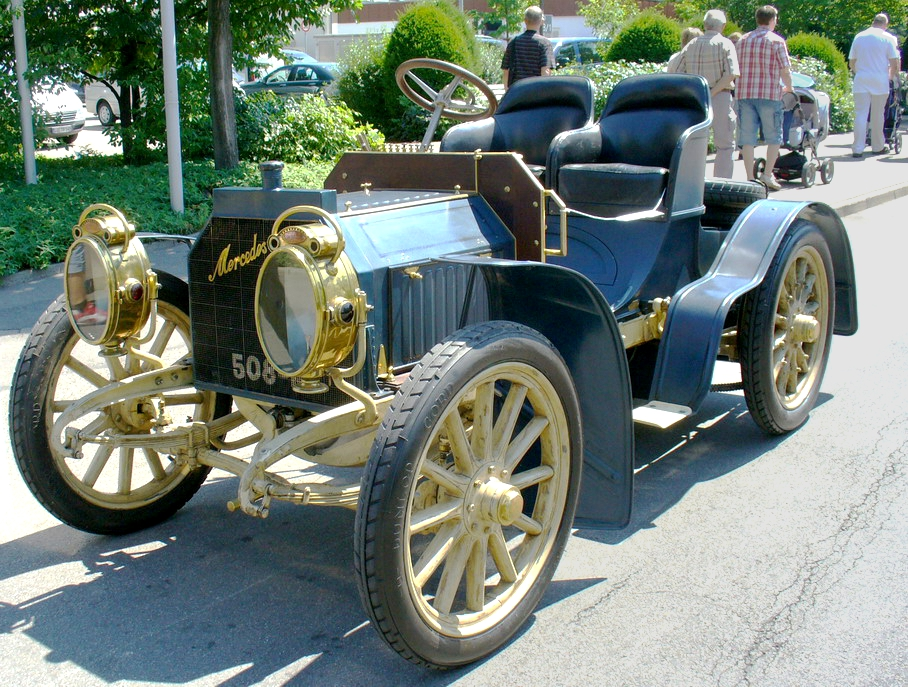
Automòbil "Mercedes"

Va ser un jove industrial dissenyador dels motors. Als anys 1890 fou aclamat a França, llavors el centre mundial de producció autmobilística, fou anomenat "Rei dels Constructors". Des de finals del segle xix, Wilhelm Maybach, juntament amb Gottlieb Daimler, desenvolupà motors de combustible interna lleugers d'alta velocitat aptes tant per l'ús en terra, com en aigua i aire. S'empraren en la primera motocicleta al món i en vaixells de motor. Després de la mort de Daimler, també es muntaren en un nou automòbil a finals del 1902, el model Mercedes, construït segons els requisits d'Emil Jellinek.
Maybach arribà a ésser director tècnic de Daimler Motoren Gesellschaft, també conegut com la Companyia de Motor Daimler o DMG, però ell no progressà des de la presidència. Maybach deixà DMG el 1907 per fundar Maybach-Motorenbau GmbH juntament amb el seu fill Karl el 1909. Hi treballa en el disseny dels zepelins temps en què aconsellà la construcció amb del duralumini en la construcció. Després del Tractat de Versalles, ells produïren vehicles de gran luxe, de la marca Maybach, fins a la dècada de 1940.
L'1 de maig del 1924 DMG feu un tracte d'interès mutu amb Carl Benz de Benz & Co. que seria vàlid fins a l'any 2000. Ells continuaren produint i venent llurs marques separadament, tot i l'acord. El 1926 les dues empreses s'integraren en Daimler-Benz, acordant-hi l'ús de la nova marca, Mercedes-Benz, per a tots llurs productes tot i que la nova companyia conservaria els drets de la marca enregistrada Daimler. Aquella companyia passà a ser Daimler-Chrysler després d'una altra fusió i realçà la marca Maybach com vehicles de luxe el 2002.

## Vida i carrera inicial (1846-1869)
Wilhelm Maybach va néixer a Heilbronn el 1846, fill d'un fuster i la seva mare "Luise" també de Heilbronn. Tenia cinc germanes. A l'edat de vuit anys la família es traslladà a Löwenstein prop de Heilbronn a Stuttgart. La seva mare va morir el 1856 i el seu pare el 1859, quedant-se Wilhelm orfe de pare i mare als 13 anys.
Després que els seus parents publiquessin un anunci al diari Stuttgarter Anzeiger, una institució filantròpica Bruderhaus, de Reutlingen, acollí Maybach com a estudiant. El seu fundador i director, Gustav Werner, descobrí l'interès de Maybach per la tècnica i l'ajudà personalment a estimular-hi la seva carrera enviant-lo al taller d'enginyeria a l'escola. Als quinze anys (1861), Maybach es dirigí a la carrera de disseny industrial i fa classes suplementàries en física i matemàtiques a l'institut públic de Reutlingen.
Als dinou anys ja era dissenyador qualificat, que treballava amb motors estacionaris i captava l'atenció del gerent del taller, Gottlieb Daimler. Daimler, que llavors tenia vint-i-nou anys, era un addicte al treball com a dissenyador industrial i adoptà Maybach com a ajudant principal fins a la seva mort (a Cannstatt) el 1900.

## Daimler i Otto motor de quatre temps (1869-1880)
El 1869, Maybach als vint-i-tres anys, va seguir Daimler a Maschinenbau-Gesellschaft AG de Karlsruhe, un fabricant de locomotores pesades. Daimler estava al comitè executiu però ells van estar-se llargues nits parlant de nous dissenys per a motors, bombes, maquinària i treball de metal·lúrgia. El 1872, Daimler passà a Deutz-AG-Gasmotorenfabrik, a Colònia, llavors era el fabricant líder mundial dels majors motors immòbils de gas. Nikolaus Otto era el propietari i juntament amb Daimler enfocà el desenvolupament del motor, Maybach se sumà a ells com a cap de dissenys.
El 1876, Nikolaus Otto patentà el motor de quatre temps, un motor de combustió interna de gas amb l'entrada, la compressió, el poder i gops de gasos de combustió. Llavors es denominà com el "cicle d'Otto" en el seu honor. Posteriorment Otto intentà pantentar-lo, però la petició es desestimà. També el 1876, Maybach fou enviat per a mostrar els motors "Deutz" a l'exposició universal de Filadèlfia als EUA. Tornant a Colònia el 1877, a l'edat de trenta-un anys, ell es concentrà en millorar el disseny del motor de quatre temps per a aconseguir tenir-lo enllestit pel seu imminent llançament comercial. El 1878, Maybach (als trenta-dos anys) es casà amb Bertha Wilhelmine Habermaas, que era amiga de l'esposa de Daimler, Emma Kunz. La seva família eren terratinents a Maulbronn i també controlaren una oficina de correus. El 6 de juliol de 1879 va néixer Karl Maybach, el primer de llurs tres fills.
Gottlieb Daimler i Nikolaus Otto tenien seriosos desacords resultant, el 1880, amb l'abandonament de Daimler de Deutz-AG. Daimler va rebre 112.000 marcs d'or de Deutz-AG com a compensació per les patents concedides a ell i Maybach. Maybach poc després també abandonà la companyia i seguí el seu amic creant una nova companyia a Cannstatt.

## Referència
1. ↑  «Mercedes-Benz historische Persönlichkeiten.» (en alemany).   Mercedes Benz. [Consulta: 30 octubre 2024].